# Barrérite
La barrérite est une espèce minérale du groupe des silicates sous-groupe des tectosilicates de la famille des zéolites de formule brute : (Na, K, Ca)2 Al2 Si7 O18 7H2O avec des traces : Fe;Mn;Mg;Sr;Ba.

## Inventeur et étymologie
Décrite par les minéralogistes italiens Passaglia et Pongiluppi en 1974 et dédiée au docteur Richard Maling Barrer, spécialiste anglais des zéolites.

## Topotype
- Capo Pula, Cagliari, Efisia, Sardaigne, Italie.
- Les échantillons types sont déposés à  l'Université de Modène, Italie et  au National Museum of Natural History, Washington, D.C, États-Unis, No 128521.

## Cristallographie
- Paramètres de la maille conventionnelle : a = 13,643 Å, b = 18,2 Å, c = 17,842 Å, Z = 2 ; V = 4 430,21 Å3
- Densité calculée = 2,01

## Gîtologie
Sur les murs des grandes fractures profondément altérées des laves andésitiques et rhyolitiques.

### Minéraux associés
- Heulandite.

## Gisements remarquables
- États-Unis

Rocky Pass, ile de Kuiu, Sitka Borough, Alaska
- Italie

Capo Pula, Cagliari, Efisia, Sardaigne (topotype)